# بابلی ژاپنی
بابلی ژاپنی (نام علمی: Babylonia japonica) نام یک گونه از سرده بابلی‌ها است.